# Marshalliana
Marshalliana este un gen de insecte lepidoptere din familia Cossidae.

Cladograma conform Catalogue of Life:
| Marshalliana | \| \| Marshalliana bivittata \| \| \| \| \| \| Marshalliana jansei \| \| \| \| |
|              | \| \| Marshalliana bivittata \| \| \| \| \| \| Marshalliana jansei \| \| \| \| |
|              | Marshalliana bivittata                                                         |
|              |                                                                                |
|              | Marshalliana jansei                                                            |
|              |                                                                                |